# Wierhuizen (Eemsdelta)

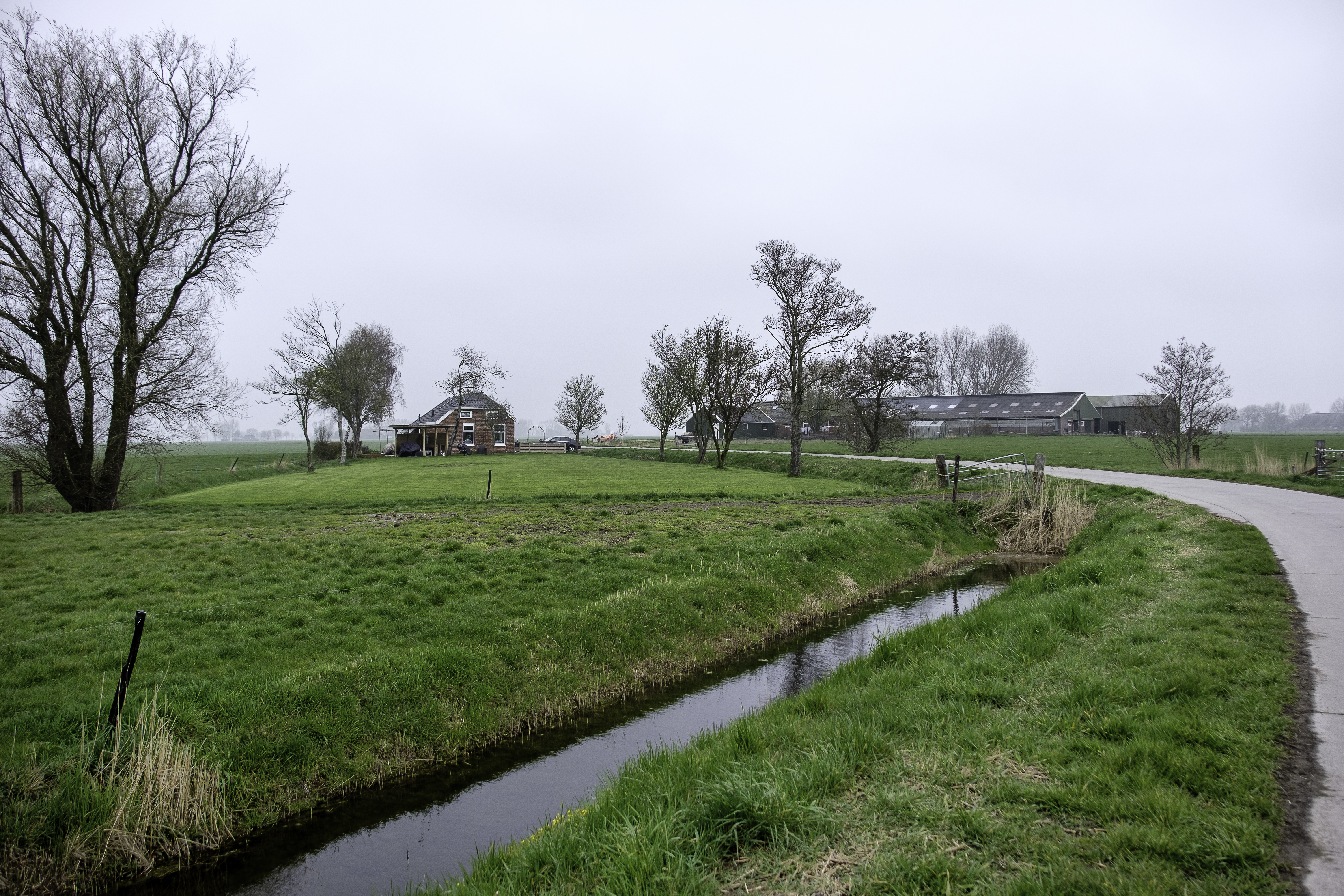
Resten van de wierde gezien uit het zuidwesten

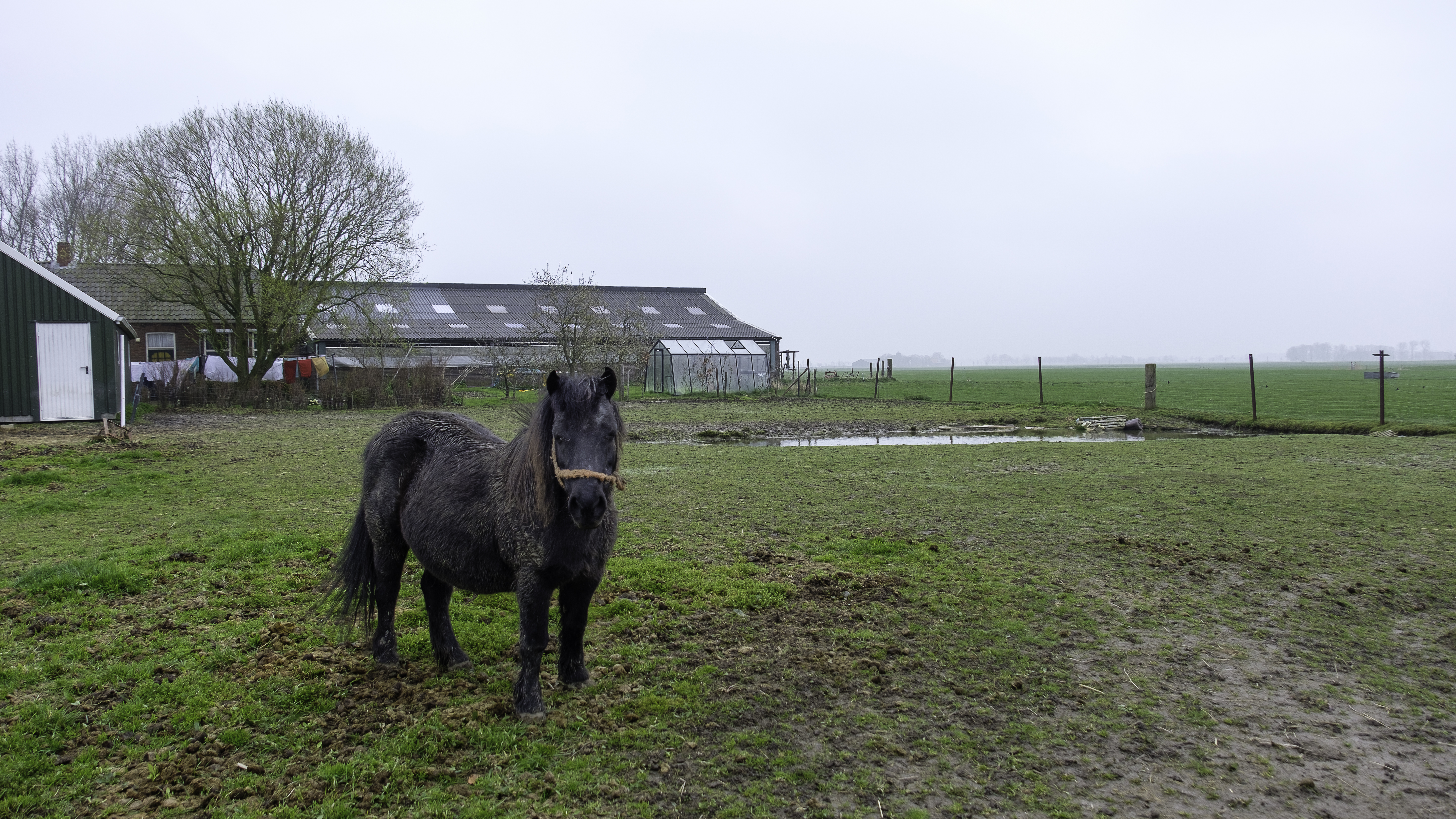
Dobbe op de wierde

Wierhuizen is een wierde in de gemeente Eemsdelta in de Nederlandse provincie Groningen, gelegen tussen Jukwerd, Nijenklooster en Oosterwijtwerd, aan de Wierhuizerweg. Op de plek van de wierde staan nu een boerderij en een huis. De Kleine Heekt stroomt eromheen.
De wierde had oorspronkelijk een omvang van ongeveer 260 bij 225 meter. Begin 20e eeuw werd de wierde voor de verkoop van de vruchtbare wierdegrond grotendeels afgegraven tot onder het maaiveld. In 1916 werd het restant van de wierde aangekocht door industrieel Jan Evert Scholten, die samen met anderen de Vere(e)niging voor Terpenonderzoek had opgericht. De jonge Albert van Giffen werd gevraagd om te helpen bij het onderzoek naar de wierde. In de daaropvolgende twee jaar deed hij er onderzoek, waarbij hij in 1917 mede werd geholpen door 20 geïnterneerde Belgen (Eerste Wereldoorlog). Hij trof in de wierde resten van huizen en boerderijen aan, alsook enkele graven, waarvan de meeste echter ongezien verloren gingen. In de terpzool trof hij rijen palen van gebouwen aan, maar dacht toen nog dat het ging om wandpalen en dat ze onderdeel vormden van 'wandhuizen', hetgeen hij ook publiceerde in de jaarverslagen van de vereniging in 1917 en 1918. Later werd bekend dat het hier ging om driebeukige gebouwen. Met zijn publicaties werd echter wel de basis gelegd voor het moderne terponderzoek.
Van de wierde zijn de ringsloot en een deel van de rondweg nog aanwezig. In 1997 werd bij een kartering streepbandaardewerk uit de IJzertijd gevonden. Eerder waren er in 1984 al inheems Romeins en laat-middeleeuws aardewerk voor de dag gekomen. Een daaropvolgend booronderzoek in 1998 trof met name in het noordwestelijke deel bewoningslagen aan en mogelijk het restant van een kerkwierde. Aan zuidzijde van de wierde bevindt zich een valge (bouwland bij een wierde, zie: es).

## Ranswerd
De historische naam voor Wierhuizen is hoogstwaarschijnlijk Ranswerd of Ramswerd. De naam komt in 1460 voor als Ramswert, daarna als Ranskwert en toe Ramswerdt. Een van de pachters van kloosterlanderijen had in 1632 de wijrde op Ransweert, groot 12 gra[sen] in gebruik. De naam is mogelijk afgeleid van een mansnaam Hraban (Ram) dan wel Rande.
In het register van de Abdij van Fulda komt in 944 in de omgeving van Loppersum een nederzetting Wederanuurt voor. De naam zou zijn afgeleid van weder ('ram') met de uitgang -uurt ('wierde'). Mogelijk gaat het daarbij om de wierde van Ranswerd.
De wierde van Ranswerd lag vlak bij het Nijeklooster, waarvan bekend is dat het omstreeks 1204 is gesticht vlak bij het dorp Rhomerswerf. Dit was de geboorteplaats van de grondlegger van het klooster: Emo van Romerswerf. De naam wordt doorgaans verklaard als *Hrôdmêreswerf, dat is 'erf' of 'wierde van Rodmer'. Het zou echter ook om een verbasterde vorm van Ranswerd kunnen gaan. In een testament uit 1428 is sprake van een vrouwenklooster Remswere of Ramswere; mogelijk wordt daarmee Nijenklooster bedoeld. In de zestiende eeuw werd Nijenklooster met Ranswerd soms beschouwd als een afzonderlijk kerspel.
Tot het dorpsgebied van Ranswerd behoorde ook de edele heerd Haynghe of Hayinga heerd aan de Kleine Heekt. Dit was wellicht een steenhuis, gezien de vondst van kloostermoppen. In de loop der tijd raakte de naam van de wierde in de vergetelheid. De naam Ranskwerd ging over op deze boerderij, die in 1969 afbrandde.

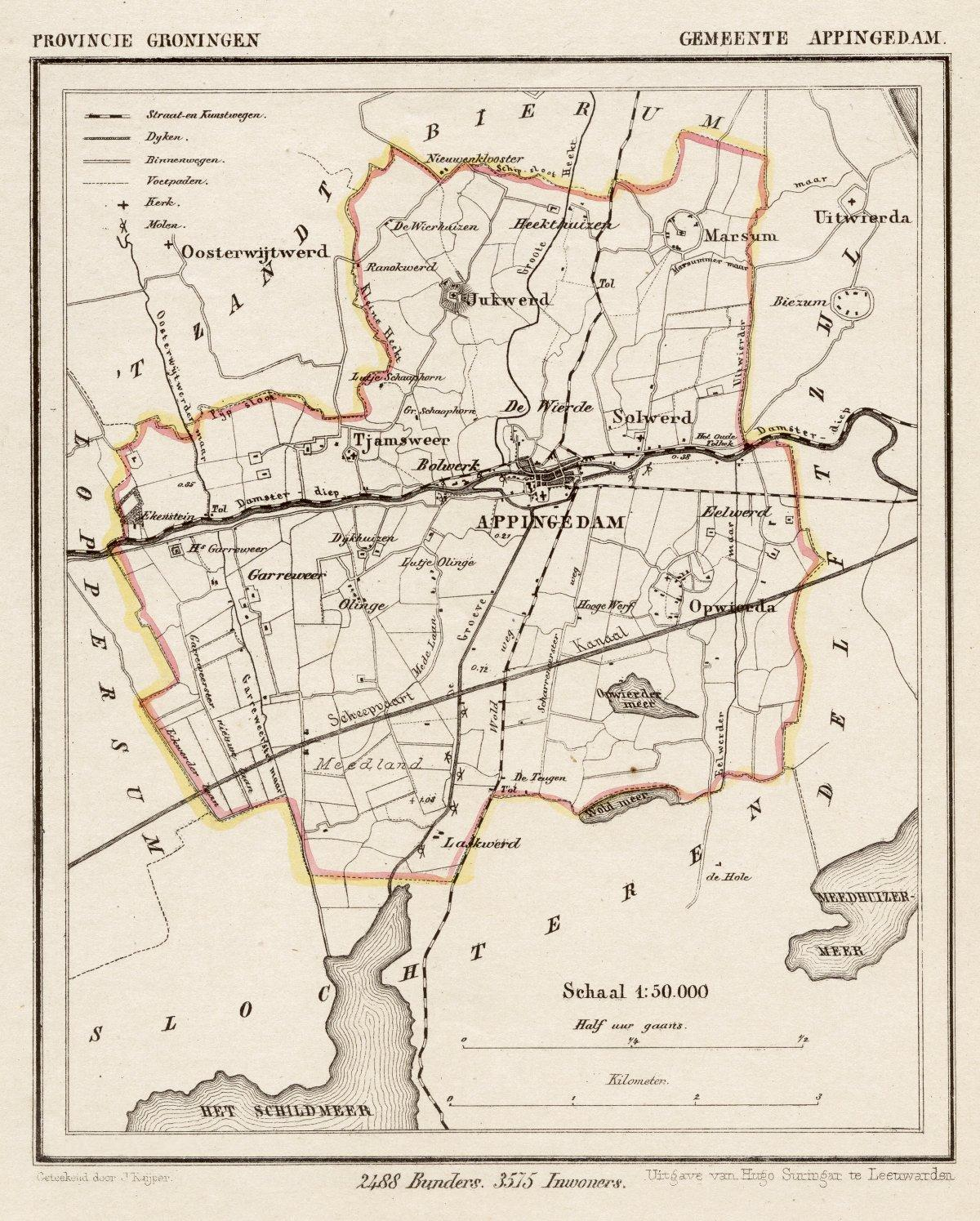
"De Wierhuizen" op een kaart van de gemeente Appingedam uit ca. 1865.
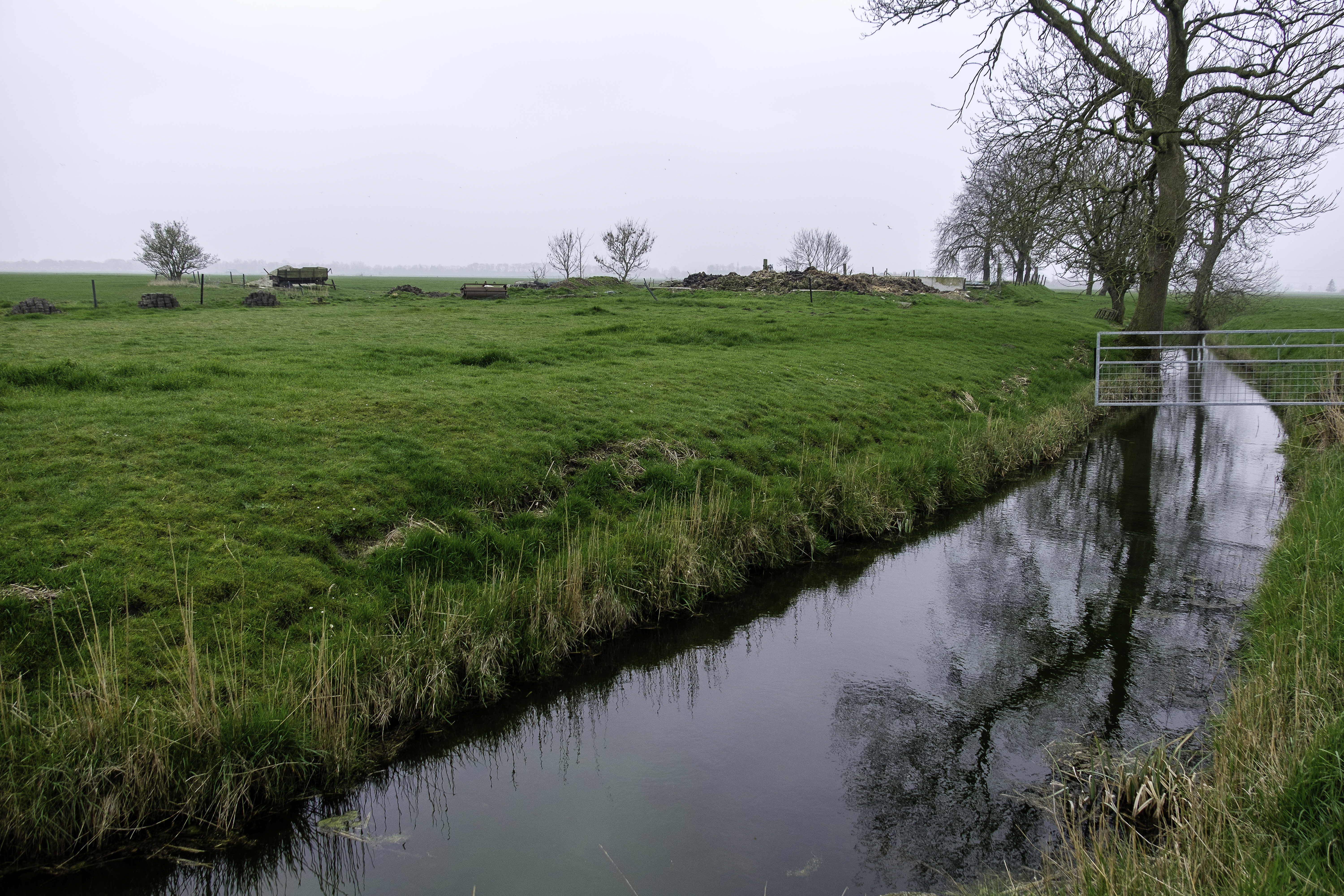
Wierde (links) aan de Kleine Heekt (midden) ten zuiden van Wierhuizen. Hier stond tot in de jaren 1960 een boerderij.
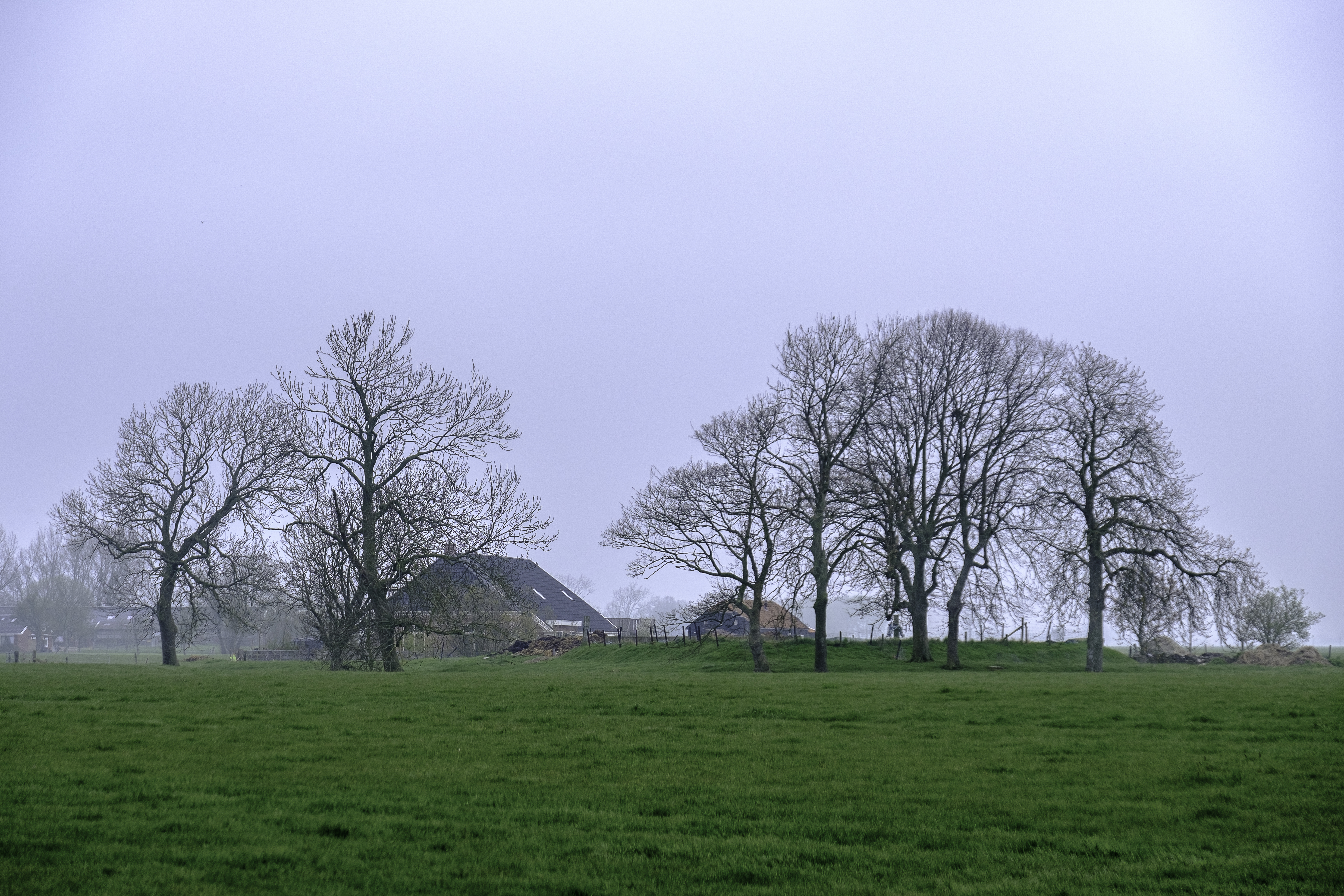
Zuidzijde van deze wierde